# کازوکی شیمیزو
کازوکی شیمیزو (انگلیسی: Kazuki Shimizu؛ زادهٔ ۲۴ آوریل ۱۹۹۰) بازیگر اهل ژاپن است.